# Juan María Bernal
Juan María Bernal (Guayaquil, nacido en 1797- ibidem, 25 de noviembre de 1842) fue un médico ecuatoriano.

## Biografía
Nacido en la ciudad de Guayaquil, fue designado en 1818 como maestro mayor de Barberos. Luego era encargado del hospital de la Caridad hoy Luis Vernaza. Tenía un gran corazón al punto que entregaba raciones a los enfermos que no podía cubrir el hospital y cuando estos morían costeaba la conducción de los cadáveres al cementerio. Se había graduado de médico en Quito en el año de 1831 pero no ejerce su profesión sin que exista motivo alguno de esa decesión. En 1835 se hizo cargo de la Botica de la Caridad fundada por el Ilustre Concejo anteriormente encargada al médico Juan Bautista Destruge. El nuevo contrato obligaba a Bernal a construir una calzada de cascajo de 2 varas de ancho desde la casa de don Eulogio del Campo hasta el Hospital. La actividad del hospital se desenvolvió sin problema hasta el 31 de agosto de 1842. Al mes siguiente el médico informa al Cabildo sobre la presencia de una enfermedad rara la cual correspondería a la fiebre amarilla. Su contacto diario con esos enfermos provocó su contagio y su posterior muerte ocurrida el 25 de noviembre de 1842. Debido a su sacrificio el Concejo Municipal hizo colocar en su lápida el siguiente epitafio "Falleció gloriosamente en servicio de la patria. Por su piedad es acreedor a una memoria eterna".
Fue su hijo el diarista y escritor Sixto Juan Bernal. En una de sus crónica que trata sobre el nombre de la Antigua Plaza de Miñarica, Sixto señala que Juan María Bernal fue hijo de español también había pertenecido a los próceres de la Independencia de Guayaquil y firma fue de las primeras que aclamaron a Colombia y Bolívar. Sus restos fueron llevados al Cementerio acompañados de un cortejo oficial compuesto del Capellán del Hospital de Caridad, del Comisario de Policía, de los celadore sy gendarmes y de seis soldados del Cuerpo Cívico, rindiéndose homenaje en la Capilla del Panteón. Al parecer la bóveda que guardaba sus restos ya no existen en el Cementerio Patrimonial.